# Veter

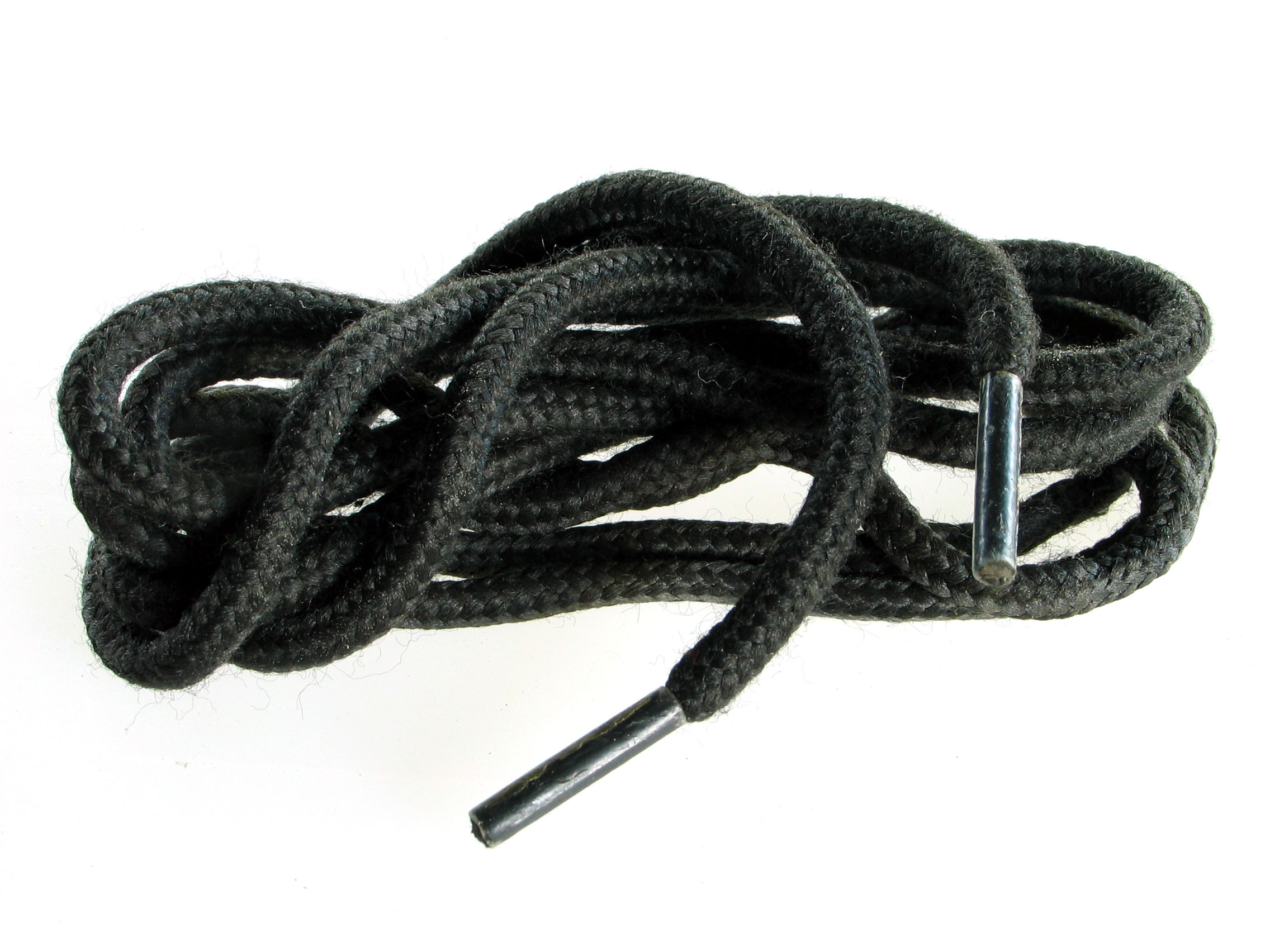
Zwarte schoenveter met kunststof malies

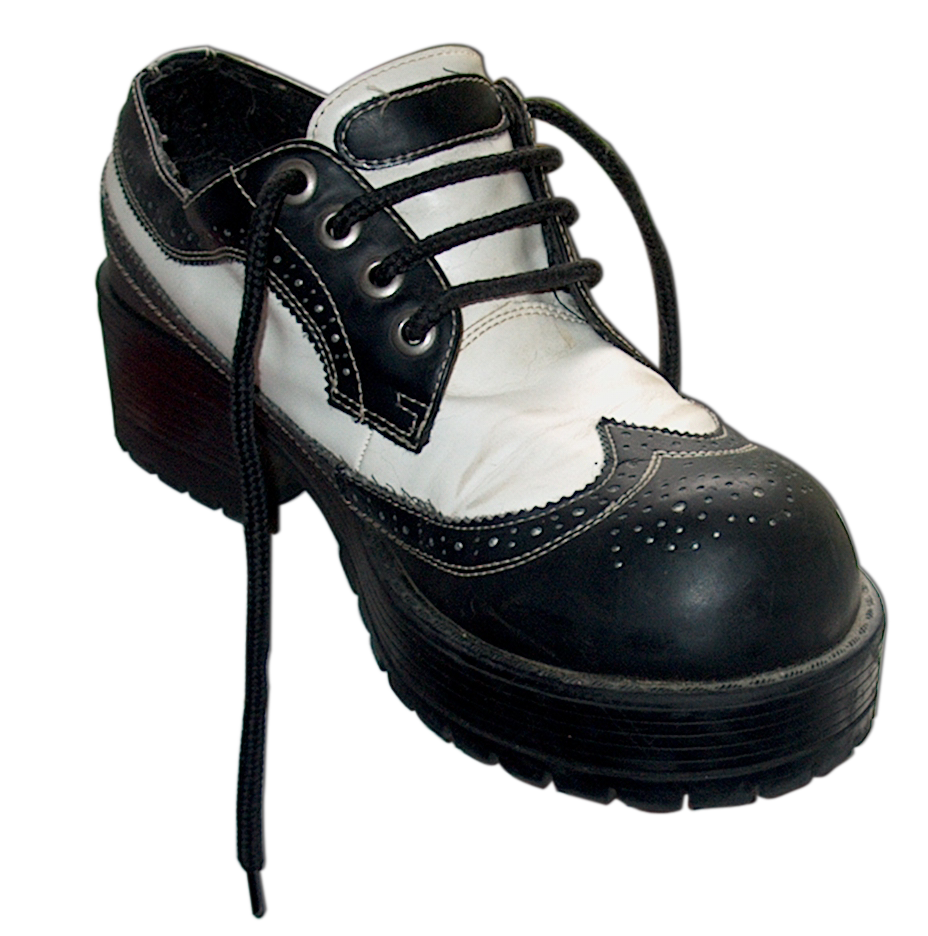
Recht geregen veter

Veterstrik

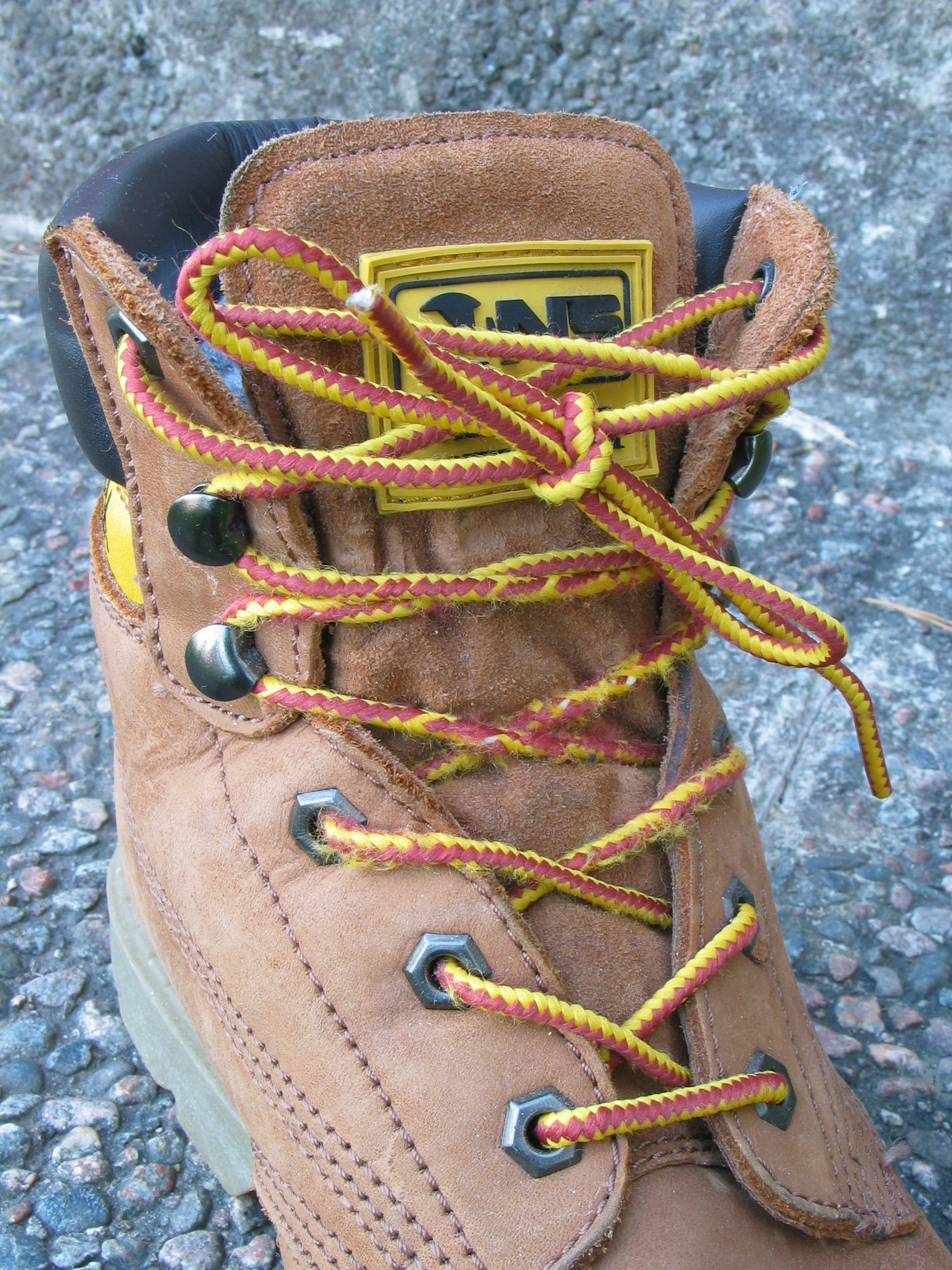
Kruislings geregen veter

Een veter is een koord waarmee (meestal) de zijkanten van een kledingstuk naar elkaar toe kunnen worden getrokken, zodat het geheel beter om het lichaam sluit. Doorgaans wordt met veter een schoenveter bedoeld, waarmee de open boven- en eventueel voorzijde van een veterschoen of laars kan worden dichtgesnoerd.
Schoenveters zijn een betrekkelijk recente toevoeging aan de garderobe. Tot in de 20e eeuw werd schoeisel met gespen of knopen gesloten of open gelaten. De eerste veter wordt genoemd in een Engels document gedateerd 27 maart 1790.

## Materiaal
Schoenveters worden vervaardigd uit dunne maar sterke vezels die kruiselings in elkaar worden gevlochten. Ze zijn aan beide uiteinden voorzien van een kort plastic of metalen kokertje, dat malie, stift of nestel wordt genoemd. Dit voorkomt dat de veter gaat rafelen en maakt het gemakkelijker om de veter door de gaten te rijgen.
In veters zit altijd enige rek, omdat een veter met rek beter is te strikken en de schoen daarna beter zit. De meeste schoenveters zijn 75 tot 90 cm lang, maar er bestaan ook andere maten. Er bestaan ronde veters en platte veters. De meest gangbare kleuren van schoenveters, in overeenstemming met de kleur schoenen, zijn zwart of bruin. Gymschoenen zijn doorgaans voorzien van platte, witte veters. Er zijn talloze andere kleuren, effen en met patronen. De meeste worden geleverd met de schoenen en zijn vervolgens zelden los te koop. Veters gaan doorgaans drie à vier jaar mee, afhankelijk van de kwaliteit en de soort.
De meest gebruikte schoenveters zijn van katoen. Katoenen veters hebben voor schoeisel, waarmee mensen veel buiten komen, het nadeel dat ze vocht opnemen en daarmee moeilijker zijn te strikken en los te maken. Voor wandelschoenen zijn daarom nylon veters beter geschikt, die nemen geen vocht op.
Om helemaal af te zijn van het strikken zijn elastische veters, in het Engels: lazy laces ('luie veters'), bedacht, meestal gemaakt van siliconenrubber die eenmaal moeten worden aangebracht en dan de schoen veerkrachtig sluiten. Op deze wijze wordt van een schoen een soort instapper gemaakt. Elastische veters worden in tal van kleuren gemaakt.
Bij de jongste jeugd zijn schoenen die eenvoudig met klittenband kunnen worden gesloten populair als alternatief voor veterschoenen.

## Het strikken van veters
Schoenveters worden gestrikt, dat wil zeggen dichtgebonden met een speciale knoop, die eenvoudig weer is los te maken. Bijna de enig gebruikte knoop om een schoen dicht te strikken is de platte knoop. Veel mensen strikken hun schoenen met een oudewijvenknoop. Deze knoop is echter minder sterk dan een platte knoop waardoor de veter snel losgaat. Het strikken van veters is een vaardigheid die kinderen vaak pas na veel moeite onder de knie krijgen. Op sommige scholen levert dit de kinderen zelfs hun eerste diploma op.

## Het rijgen van veters
Er zijn twee gebruikelijke manieren om veters te rijgen. Beide beginnen ermee dat men de veter in het midden vastpakt en beide uiteinden van buiten naar binnen door het onderste stel gaten trekt. Naast deze basismethoden zijn er diverse variaties en combinaties mogelijk.
- Bij kruislings rijgen gaan beide uiteinden schuin binnendoor naar het eerstvolgende gat aan de overkant; dit levert een symmetrisch patroon op (zie foto).
- Recht rijgen: het ene einde van de veter gaat van binnen naar buiten door het eerstvolgende hogere gat aan de overzijde, het andere uiteinde gaat echter door het daaropvolgende gat (een plaats hoger). Als volgende stap steekt de veter recht (horizontaal) over en wordt dan van buiten naar binnen geregen door het gat aan de overzijde, op gelijke hoogte. De uiteinden wisselen elkaar zo af totdat het bovenste gat is bereikt.

Er zijn een groot aantal andere manieren om veters te rijgen. Die zijn vaak minder doelmatig (strak of snel), maar zien er mooi of leuk uit. Afhankelijk van het aantal vetergaten in een schoen zijn er vele duizenden mogelijkheden.
Het is ook mogelijk om in plaats van met een knoop de beide einden van een veter met een soort schuifje vast te zetten.

## De juiste veterlengte
Veters worden verkocht in paren in verschillende lengtes. Hoelang het veterpaar is dat de schoen of laars nodig heeft, hangt af van het aantal gatenparen waardoorheen de veters moeten worden geregen. In de tabel hieronder wordt een indicatie gegeven:

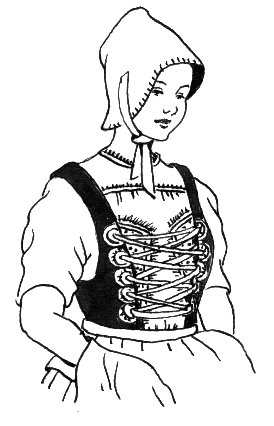
Een jonge vrouw draagt een lijfje dat met een veter is aangeregen (pentekening)

| Aantal gatenparen | Veterlengte in cm |
| ----------------- | ----------------- |
| 2                 | 45                |
| 3                 | 45 of 60          |
| 4                 | 60                |
| 5                 | 75                |
| 6                 | 90 of 100         |
| 8                 | 150               |
| 9                 | 185               |

## Andere soorten veter dan schoenveter
- Behalve in schoeisel komen veters ook voor in andere kledingstukken, zoals in een korset.
- Een loodveter is een koord met loodkralen dat in de onderste zoom van een gordijn of van vitrage kan worden geregen om het geheel een strakker uiterlijk te geven.
- Een dropveter is een lang stuk drop, dus in de vorm van een veter.
- De reetveter. Wordt gebruikt om een string mee aan te duiden.